# = (Ed Sheeran)
= (uitgesproken als "equals") is het vijfde studioalbum van de Engelse singer-songwriter Ed Sheeran.  Het werd uitgebracht op 29 oktober 2021 via Asylum Records en Atlantic Records. Het album werd ondersteund door de singles "Bad Habits", "Shivers" en "Overpass Graffiti", samen met "Visiting Hours", een promotionele single. Het ontving gemengde overzichten van critici bij het vrijgeven.

## Achtergrond
Op 18 augustus 2021 zei Sheeran dat er de volgende dag een "grote aankondiging" zou zijn. Op 19 augustus kondigde hij het album en de releasedatum van 29 oktober aan op zijn socialemedia-accounts. Hij beschreef het album als zijn ‘coming-of-age’-record. Voor hem was het album een "heel persoonlijk album en een album dat veel voor mij betekent", en verwees daarbij naar veranderingen in zijn leven, waaronder het huwelijk, de geboorte van zijn dochter en geleden verliezen. De promotie-single "Visiting Hours" werd samen met de aankondiging uitgebracht.
In een interview uit juni 2021 liet Sheeran ook weten dat hij de liedjes die hij maakte voor de film Yesterday graag zou zien verschijnen op een herverpakte versie van het album voordat hij op tournee gaat voor de plaat.

## Singles
- "Bad Habits" werd uitgebracht op 25 juni 2021 als de eerste single van het album. "Bad Habits" piekte op nummer 2 in de Billboard Hot 100.
- "Shivers" werd uitgebracht op 10 september 2021 als tweede single van het album. "Shivers" piekte op nummer 9 op de Billboard Hot 100.
- "Overpass Graffiti" werd uitgebracht naast het album op 29 oktober 2021 als derde single. Sheeran zong het lied voor NPR's Tiny Desk Concert-serie op 26 oktober.

## Promotionele singles
"Visiting Hours" werd uitgebracht op 19 augustus 2021 als enige promotiesingle. "Visiting Hours" bereikte de 75e plaats in de Billboard Hot 100.

## Ontvangst
= ontving over het algemeen gemengde overzichten van critici. Op Metacritic heeft het album een gewogen gemiddelde score van 60 uit 100 op basis van 8 beoordelingen, met de aanduiding "gemengde of gemiddelde beoordelingen".